# Player! APP
Player! APP（プレイヤーアプリ）は、株式会社ookamiが開発・運営するスマートフォン向けスポーツ配信アプリ。2015年にリリースされ、全国の学生スポーツや地域リーグからプロ競技まで、試合経過をリアルタイムでテキスト配信する。観戦体験を拡張するため、スタンプによる感情共有機能や応援機能を備える。

## 概要
2015年、当時スタートアップ企業であった株式会社ookamiにより公開。日本国内の多くの大会・競技団体と連携し、アプリ内での観戦体験を提供している。App StoreのBest of 2015にも選出された。
「スポーツダイバーシティ」をコンセプトに、競技のジャンルやプロアマを問わずあらゆる試合に対応可能。

## 特徴
- 試合のテキスト実況／速報機能
- チームや競技大会のフォロー機能
- 応援スタンプやコメント投稿
- ハイライト投稿、感情リアクション
- 管理者による配信作成・編集

## 導入事例
- 全国高校サッカー選手権
- ウインターカップ（全国高校バスケット）
- 大学野球・サッカー・ラクロス・ハンドボールなど
- 地域クラブチーム（3x3、JFL等）

## 受賞歴
- App Store Best of 2015[2]
- グッドデザイン賞 2016[3]